# Sanskar Kendra

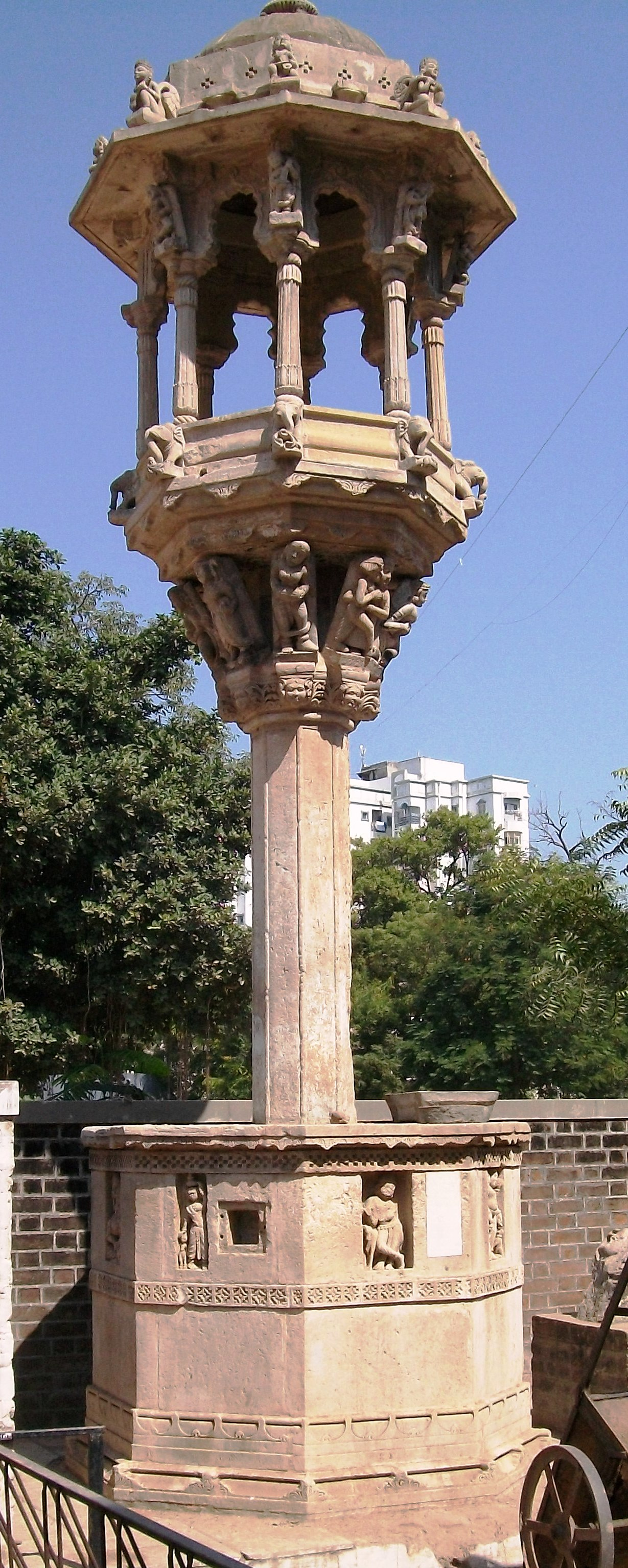
Chabutaro (een vogelvoedplaats) in het museum Sanskar Kendra. Het is afkomstig van Kshetrapal ni Pol en stamt uit het einde van de negentiende eeuw.

Sanskar Kendra is een museum in Ahmedabad, India. Het is een stadsmuseum over de geschiedenis, kunst, cultuur en architectuur van de stad. Het gebouw, ontworpen door architect Le Corbusier, herbergt ook een klein museum voor vliegers (Patang Kite Museum) en een zaal gewijd aan Bollywood-posters. Het gebouw bevindt zich in de buurt van Sardar Bridge in de omgeving van de wijk Paldi. Het museum is vernoemd naar een burgemeester van de stad.

## Geschiedenis
Het museum is ontworpen in de modernistische stijl door de Zwitsers-Franse architect Le Corbusier.
In de ontwerpfase werd het museum Museum of Knowledge (Museum voor Kennis) genoemd en maakte het deel uit van een groter complex met paviljoens en gebieden voor verschillende onderwerpen, zoals archeologie, anthropologie en monumentale beeldhouwkunst. Ook was er een theater gepland. Uiteindelijk werd alleen het museum gebouwd. De eerste steen werd gelegd op 9 april 1954.

## Modernistische architectuur
Het gebouw rust op grote pijlers (pilotis) van 3.4 meter hoog. De buitenkant is van baksteen en ruw beton (Béton brut).
Het gebouw is ontworpen met het oog op het hete klimaat. Op het dak zijn enkele grote bakken die bedoeld waren voor planten. De ingang is onder in het gebouw: een helling naar boven leidt naar de expositieruimten.
Het museum lijkt op andere museumprojecten van Le Corbusier, zoals het project "Museum of unlimited extension", het National Museum of Western Art in Tokyo en het Government Museum and Art Gallery in Chandigarh. Een van de gemeenschappelijk kenmerken is dat het gebouw zo is ontworpen dat het kan worden uitgebreid.

## Collecties

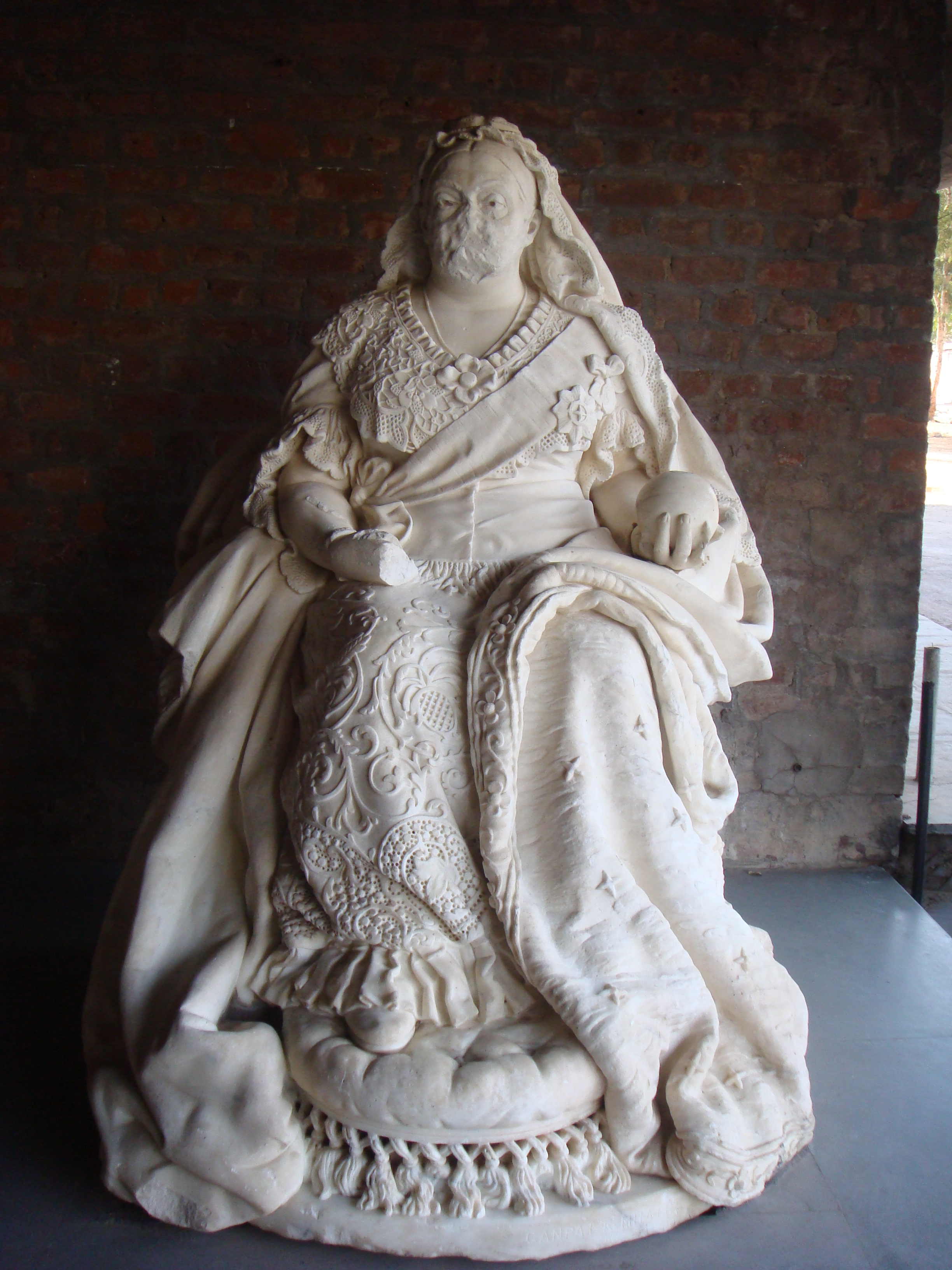
Vergane glorie: een gehavend standbeeld van koningin Victoria in Sanskar Kendra

Het museum is ingedeeld in verschillende afdelingen, gewijd aan onder meer de geschiedenis van de stad, kunst, fotografie, Mahatma Gandhi, de onafhankelijkheidsstrijd en de verschillende relgies in Ahmedabad.
In de collectie bevindt zich de grootste wierookstok ter wereld, met een lengte van vierenhalve meter.
Het vliegermuseum toont een verzameling vliegers, foto's en andere objecten. Bij de ingang naar de Bollywood-zaal staat een enigszins beschadigd groot marmeren beeld van Koningin Victoria geparkeerd.
Buiten staan allerlei kleinere beeldhouwwerken- en fragmenten, de eerste steen van Ellis Bridge en een chabutaro (een groot vogelhuis op een pilaar). Verder is er onder meer een oude brandweerwagen te zien.